# 広域スペクトル抗生物質

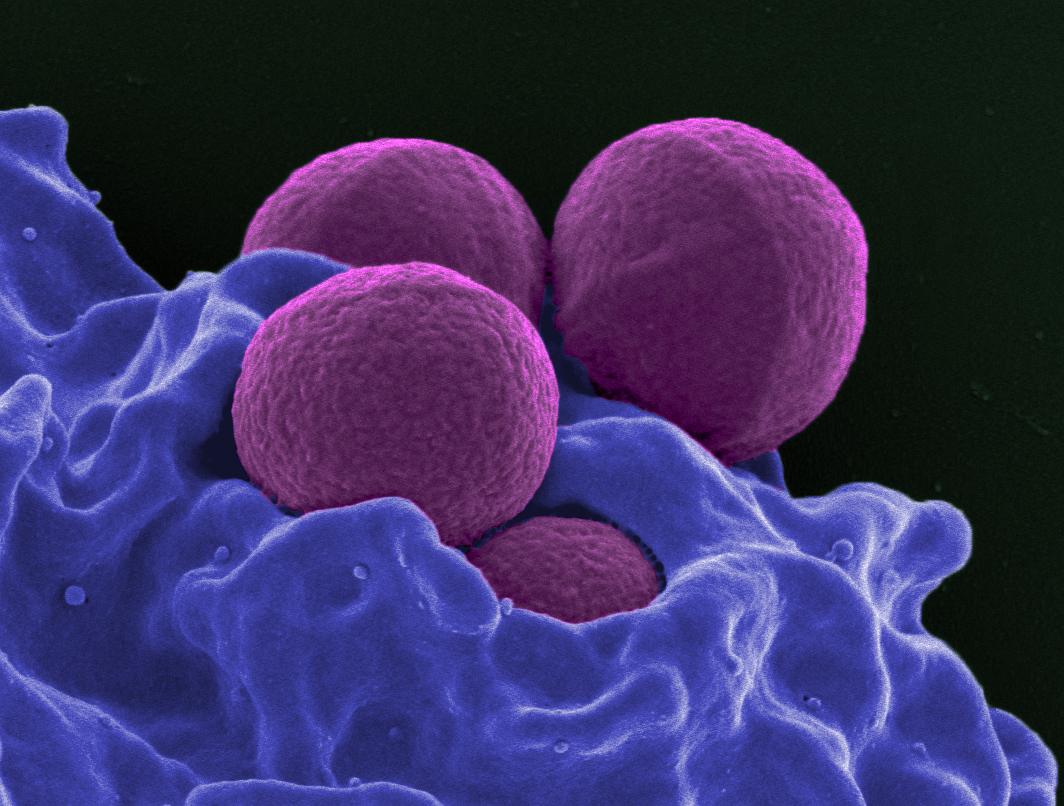
広域スペクトル抗生物質が一般的に標的とする細菌であるメチシリン耐性黄色ブドウ球菌（MRSA）のカラーの電子顕微鏡画像

広域スペクトル抗生物質（こういきスペクトルこうせいぶっしつ、英：Broad-spectrum antibiotic）とは、2つの主要な細菌群であるグラム陽性菌とグラム陰性菌に作用する抗生物質、あるいは病原菌の多くに作用する抗生物質である。細菌感染が疑われるが細菌群が不明な場合（経験的治療とも呼ばれる）、あるいは複数の細菌群の感染が疑われる場合に使用される。特定の細菌群にのみ有効な狭域スペクトル抗生物質とは対照的である。強力な抗生物質ではあるが、広域スペクトル抗生物質には特有のリスクがあり、特に、通常の細菌を殺し、抗微生物薬耐性を促進させる。一般的に使用される広域スペクトル抗生物質の例としてアンピシリンがある。

## 最近の標的
抗生物質はしばしば異なる細菌群に作用する能力によって分類される。細菌は生物学的には分類学を用いて分類されるが、病原菌は歴史的に、その顕微鏡的外観と化学的機能により分類されてきた。細菌の形態は球菌、双球菌、桿菌（rodsとも呼ばれる）、らせん状、多形に分類される。さらに、グラム染色による分類が行われる。紫色に染まる菌を 「グラム陽性」、赤色に染まる菌を 「グラム陰性」、染色されない菌は 「非定型 」と呼ばれる。さらなる分類に、酸素の要求性（好気性か嫌気性か）、溶血のパターン、その他の化学的性質などがある。最も一般的な細菌群には、グラム陽性球菌、グラム陰性桿菌、非定型細菌、嫌気性細菌が含まれる。

## 経験的治療

一般的な病原菌とそれらに作用する抗生物質を示した簡略図。

経験的治療とは、細菌の確定診断の前に細菌感染が疑われる場合に抗生物質を使用して治療することである。細菌の確定診断は、血液、喀痰、尿の培養により行われることが多く、24～72時間遅れることもある。一般的に抗生物質は、検体中の細菌を保存し正確な診断を行うために、患者から培養検体を採取した後に投与される。尿検査や便検査で同定できる種もある。

## リスク

### 正常な微生物叢の破壊
人体に生息する微生物は38兆個と推定されている。治療の副作用として、抗生物質は、腸、肺、膀胱に存在する病的な細菌と自然に存在する有益または無害な細菌の両方を無差別に殺すことにより、体内の正常な微生物叢を変化させる可能性がある。体内の正常な細菌叢が破壊されると、免疫や栄養がdisruptし、一部の細菌や真菌が相対的に過剰増殖すると考えられている。薬剤耐性微生物の過剰増殖は、クロストリディオイデス・ディフィシルやカンジダ症（「鵞口瘡」）などの二次感染につながる可能性がある。この副作用は、広域スペクトル抗生物質の使用により起こりやすく、ヒトの正常な微生物叢を破壊する可能性が高いからである。尋常性痤瘡におけるドキシサイクリンの使用は、クローン病のリスク上昇と関連しているが、後に行われた研究では、抗生物質の使用に関係なく、尋常性痤瘡と過敏性腸症候群の関連性が示唆されている。同様に、尋常性痤瘡におけるミノサイクリンの使用は、皮膚および腸内細菌の異常と関連している。

## 広域スペクトル抗生物質の例
ヒトの場合:
- ドキシサイクリン
- ミノサイクリン
- アミノグリコシド系抗生物質 (ストレプトマイシンを除く)
- アンピシリン
- アモキシシリン・クラブラン酸（Augmentin）[12]
- アジスロマイシン[13]
- カルバペネム系抗生物質（イミペネムなど）
- ピペラシリン・タゾバクタム
- ニューキノロン（シプロフロキサシンなど）
- テトラサイクリン系抗生物質（サレサイクリンを除く）
- クロラムフェニコール
- チカルシリン

- ST合剤 (Bactrim)
- オフロキサシン

獣医学の場合、アモキシシリン・クラブラン酸（小動物）；ペニシリン、ストレプトマイシン、オキシテトラサイクリン（家畜）；ペニシリン、サルファ薬（ウマ）